# ふじたあさや
ふじた あさや（藤田 朝也、1934年3月6日 - ）は、日本の劇作家。

## 来歴
東京生まれ。実父は横浜事件で検挙された中央公論元編集長の藤田親昌。
麻布高等学校卒、早稲田大学演劇科中退。在学中に福田善之と合作した「富士山麓」でデビュー。ラジオ・テレビドラマ作家として活動。1965年から劇団三十人会で劇作・演出を行う。1973年からフリーで、前進座、文化座、青年劇場などに戯曲を提供、一方では、児童青少年演劇・音楽劇などの脚本・演出も手がける。児童青少年演劇（劇団えるむ）、音楽劇（歌座）、現代演劇（俳優館）の専任演出家。1992年、「しのだづま考」で文化庁芸術祭賞受賞。日本演出者協会元理事長、日本劇団協議会常務理事、日本芸能実演家団体協議会理事、日本劇作家協会理事、アシテジ（国際児童青少年舞台芸術協会）日本センター会長、NPO法人KAWASAKIアーツ理事。

## 主な作品

### 著書
- 日本の教育1960 ふじたあさや作品集 藤田朝也 テアトロ、1970. ドラマ・シリーズ
- 日本の名鐘 ぎょうせい、1975.
- 太郎冠者ものがたり 日本放送出版協会、1977.6. NHKブックス ジュニア
- 流れる水も人も ぎょうせい、1977.4. 日本の自然と美 水・風
- えほんかさこじぞう 西山三郎 絵. ささら書房、1986.7.
- 歌舞伎 西山三郎絵 森田拾史郎 写真. 大月書店、1988.5. シリーズ舞台うらおもて
- 児童劇 西山三郎 絵 森田拾史郎 写真. 大月書店、1988.6. シリーズ舞台うらおもて
- 人形浄瑠璃 西山三郎 絵 森田拾史郎 写真. 大月書店、1988.11. シリーズ舞台うらおもて
- バレエ 西山三郎 絵 森田拾史郎 写真. 大月書店、1988.8. シリーズ舞台うらおもて
- マジック 西山三郎 絵 森田拾史郎 写真. 大月書店、1989.3. シリーズ舞台うらおもて
- お米ができるまで ながたはるみ 絵. 家の光協会、1989.6.
- ベッカンコおに 児童演劇脚本集 晩成書房、1991.2.
- しのだづま考 中西和久ひとり芝居 解放出版社、1993.10.
- ふじたあさやの体験的脚本創作法 晩成書房、1995.4.
- しのだづま考 説経節ひとり芝居 晩成書房、1999.2.
- をぐり考 説経節〈小栗判官〉の世界 晩成書房、2002.12.
- 夢・大江磯吉の ふじたあさや戯曲集 ふじたあさやと飯田演劇宿の十四年 晩成書房、2008.2

### 作・演出
- 『砂の上のロビンソン』上野瞭原作（1988年 劇団コーロ）
- 『私が私と出会う時ー中国帰国者たちの教室ー』太田知恵子原作（1991年 劇団コーロ）
- 『だれが石を投げたのか？』ミリアム・プレスラー原作（1996年 劇団コーロ）
- 『《鬼》考ーおににおうどうなきものをー』（1998年 劇団コーロ）
- 劇団たんぽぽ『ぱあすけ』（2001年６月）演出
- 『武悪という名の男～はだかになった殿さん～』かたおかしろう原作（2006年 劇団コーロ）
- 劇団わが町『わが町しんゆり』（2013年3月）脚本・演出
- 劇団わが町『わが町しんゆり』（2013年6月）脚本・演出
- 劇団わが町『夢みる人』（2014年3月）脚本・演出
- 劇団わが町『わが町しんゆり』（2014年11月）
- 劇団わが町『わが町しんゆり』（2015年1月）脚本・演出
- 劇団わが町『ザ・チェーホフ』（2015年3月）脚本・演出
- 京楽座『山椒大夫考』（2015年5月）脚本・演出
- 劇団わが町『わが町－溝の口』（2016年3月）演出
- 京楽座『をぐり考』（2016年5月）脚本・演出
- 劇団わが町『恐れを知らぬ27人の劇作家？と49人の俳優たち』（2017年3月）脚本・演出
- 『ねこはしる』（2017年10月）脚本・演出
- 劇団わが町『クリスマス・キャロル』（2017年12月）脚本・演出
- ちくさ座『森は生きている』（2017年12月）脚本・演出
- 劇団わが町試演会 芝居をつくろう～いそっぷ詩より～（2018年6月）監修
- 劇団わが町『みすゞ凛々』（2019年2月）脚本・演出
- 劇団なんじゃもんじゃ『ベッカンコおに』（2019年5月）脚本
- 劇団わが町『芝居をつくろう』（2019年5月）演出
- 『ミラクル』（2019年10月）脚本
- 『成澤布美子ひとり芝居 貞奴と呼ばれた女』（2020年1月）演出
- 劇団わが町『【題未定】みんな違って、みんないい？』（2020年2月）脚本・演出
- 演劇宿『翔ぶ〜金田千鶴の生きた道〜』（2020年3月）脚本・演出
- 京楽座『不忠臣蔵より酒寄作右衛門』（2020年12月）
- 劇団わが町『グスコーブドリの伝説』（2021年２月）脚本・演出
- 『女殺油地獄』（2021年5月 人形劇団クラルテ）脚本（潤色）・演出
- 劇団そらのゆめ おはなし劇場『新美南吉のきつねの話』（2021年6月）脚本・演出
- 『のっぽの古時計』（2021年10月 川崎市アートセンター）脚本

### 受賞
- 『砂の上のロビンソン』上野瞭原作（1988年 劇団コーロ）平成元年度文化庁優秀舞台芸術奨励作品。平成元年度中央児童福祉審議会推薦作品[2]。
- 『私が私と出会う時ー中国帰国者たちの教室ー』太田知恵子原作（1991年 劇団コーロ）大阪新劇フェスティバル作品賞受賞[3]
- 京楽座『しのだづま考』第46回（1991年度）文化庁芸術祭賞受賞（1995年）八戸市民劇場賞特別賞受賞（1999年）松本市民劇場賞最優秀俳優賞受賞（2008年）ロシア エカテリンブルグ国際演劇祭テアトラーリヌィ・セゾン賞受賞
- 『だれが石を投げたのか？』ミリアム・プレスラー原作（1996年 劇団コーロ）大阪新劇フェスティバル作品賞受賞[3]
- 『武悪という名の男～はだかになった殿さん～』かたおかしろう原作（2006年 劇団コーロ）大阪新劇フェスティバル作品賞受賞[3]